# Drexel Heights
Drexel Heights es un lugar designado por el censo ubicado en el condado de Pima en el estado estadounidense de Arizona. En el Censo de 2010 tenía una población de 27 749 habitantes y una densidad poblacional de 530,47 personas por km².

## Geografía
Drexel Heights se encuentra ubicado en las coordenadas 32°8′41″N 111°2′56″O / 32.14472, -111.04889. Según la Oficina del Censo de los Estados Unidos, Drexel Heights tiene una superficie total de 52.31 km², de la cual 52.31 km² corresponden a tierra firme y (0%) 0 km² es agua.

## Demografía
Según el censo de 2010, había 27.749 personas residiendo en Drexel Heights. La densidad de población era de 530,47 hab./km². De los 27.749 habitantes, Drexel Heights estaba compuesto por el 58.6% blancos, el 2.49% eran afroamericanos, el 5.3% eran amerindios, el 0.72% eran asiáticos, el 0.07% eran isleños del Pacífico, el 28.53% eran de otras razas y el 4.28% pertenecían a dos o más razas. Del total de la población el 70.58% eran hispanos o latinos de cualquier raza.